# Diecezja Jaffna
Diecezja Jaffna – diecezja rzymskokatolicka w Sri Lance, powstała w 1845 jako wikariat apostolski. Diecezja od 1886.

## Biskupi diecezjalni
| # | Pro-wikariusz apostolski | Rozpoczęcie posługi | Zakończenie posługi |
| - | ------------------------ | ------------------- | ------------------- |
| 1 | Orazio Bettacchini       | 1847                | 1849                |

| # | Wikariusz apostolski       | Rozpoczęcie posługi | Zakończenie posługi |
| - | -------------------------- | ------------------- | ------------------- |
| 1 | Orazio Bettacchini         | 1849                | 1857                |
| 2 | Jean-Etienne Sémeria       | 1857                | 1868                |
| 3 | Christophe-Etienne Bonjean | 1868                | 1883                |
| 4 | André-Théophile Mélizan    | 1883                | 1886                |

| # | Biskup                    | Rozpoczęcie posługi | Zakończenie posługi |
| - | ------------------------- | ------------------- | ------------------- |
| 1 | André-Théophile Mélizan   | 1886                | 1893                |
| 2 | Henri Joulain             | 1893                | 1919                |
| 3 | Jules-André Brault        | 1919                | 1923                |
| 4 | Alfred-Jean Guyomard      | 1924                | 1950                |
| 5 | Jerome Emilianuspillai    | 1950                | 1972                |
| 6 | Bastiampillai Deogupillai | 1972                | 1992                |
| 7 | Thomas Savundaranayagam   | 1992                | 2015                |
| 8 | Justin Gnanapragasam      | 2015                |                     |